# Tirro
Tirro is een Zweeds eiland behorend tot de Haparanda-archipel. Het eiland ligt aan de monding van de Torne, vierenhalve kilometer ten zuiden van de plaats Haparanda. Het eiland heeft geen oeververbinding en heeft een aantal overnachtingplaatsen.  Tirro is in het zuiden door een nauwe zeestraat gescheiden van Hamppuleiviskä.